# (2452) Lyot
(2452) Lyot ist ein Asteroid des Hauptgürtels, der am 30. März 1981 vom US-amerikanischen Astronomen Edward L. G. Bowell an der Anderson Mesa Station (IAU-Code 688) des Lowell-Observatoriums in Coconino County entdeckt wurde.
Der Asteroid wurde nach dem französischen Astronomen Bernard Ferdinand Lyot benannt, dem Entwickler des Koronografen.